# Joseph Monier
Joseph Monier (Saint-Quentin-la-Poterie, 8 novembre 1823 – Parigi, 13 marzo 1906) fu un giardiniere francese, riconosciuto come il primo ideatore del cemento armato.
Il 16 luglio 1867 egli si fece rilasciare il primo brevetto riguardante la costruzione di vasi e recipienti in cemento con armatura di ferro, presentati all'Esposizione Universale di Parigi dello stesso anno. Seguirono negli anni 1868,69 e 73 altri brevetti per tubi, serbatoi, solette piane e curve, scale, ecc. In tali brevetti si riscontrarono già gli elementi ed i concetti principali per l'armatura del cemento, per quanto basati ancora su principi empirici. Il brevetto Monier del 1870 viene considerato dai tecnici come fondamentale per lo sviluppo del cemento armato.

## Brevetti
Joseph Monier in Francia registrò i seguenti brevetti:
| Numero brevetto     | Data              | Titolo |
| ------------------- | ----------------- | --- |
| n° 77 165           | 16 luglio 1867    | Système de caisses-bassins mobiles en fer et ciment applicables à l'horticulture                                                                                                  |
| n° 77 165 aggiunta  | 4 luglio 1868     | Procédé pour des tuyaux |
| n° 77 165 aggiunta  | 19 settembre 1868 | Procédé pour des bassins fixes et immobiles en ciment et fer pour retenir l'eau des jardins                                                                                       |
| n° 77 165 aggiunta  | 19 settembre 1869 | Procédé pour des panneaux, mobiles et immobiles, servant à la clôture des maisons, etc.                                                                                           |
| n° 77 165 aggiunta  | 13 agosto 1873    | Application à la construction des ponts et passerelles de toutes dimensions |
| n° 77 165 aggiunta  | 16 marzo 1875     | Système de construction de caisses et cercueils … |
| n° 77 165 aggiunta  | 26 luglio 1875    | Système de construction d'escaliers |
| n° 120 989          | 3 novembre 1877   | Système de traverses et supports en ciment et fer applicables aux voies, chemins ferrés et non ferrés                                                                             |
| n° 120 989 aggiunta | 27 giugno 1878    | Application à la construction d'égouts et aqueducs |
| n° 120 989 aggiunta | 14 agosto 1878    | Application à la construction de poutres, poutrelles pour ponts, passerelles |
| n° 120 989 aggiunta | 30 gennaio 1880   | Modification, perfectionnement du système dans la manière d'exécuter lesdites traverses (ligatures)                                                                               |
| n° 135 590          | 15 marzo 1880     | Systèmes de cuves, récipients en ciment et fer applicables à tous genres d'industrie pour contenir tous liquides tels que eaux, vins, bières, cidres, huiles, etc.                |
| n° 135 590 aggiunta | 3 agosto 1880     | Application de ce système à la construction d'enduits, revêtements en ciment et fer s'appliquant à tous genres de surfaces, planes, inclinées, verticales, horizontales ou autres |
| n° 135 590 aggiunta | 4 agosto 1880     | Application de ce système à la construction d'abreuvoirs, mangeoires, vases, bacs à fleurs, jardinières, etc.                                                                     |
| n° 120 989 aggiunta | 2 marzo 1881      | Application de ce système à la construction de planchers droits ou cintrés hourdés en fer et ciment                                                                               |
| n° 170 798          | 24 agosto 1885    | Systèmes de tuyaux, conduits en ciment et fer |
| n° 170 798 aggiunta | 24 dicembre 1885  | Perfectionnement au système de constructions de tuyaux (ligatures) |
| n° 175 513          | 15 aprile 1886    | Système de constructions de maisons fixes ou portatives, hygiéniques et économiques, en ciment et fer                                                                             |
| n° 213 013          | 24 aprile 1891    | Système de construction en ciment et fer à simple et double ligature, des caniveaux pour fils télégraphiques et électriques                                                       |